# Polydactylus octonemus
Polydactylus octonemus és una espècie de peix pertanyent a la família dels polinèmids. Va ser descrit per Charles Frédéric Girard el 1858.
Es troba a l'oceà Atlàntic occidental: des de l'estat de Nova York fins a la costa occidental del Yucatán (Mèxic), encara que alguns autors el situen també fins a la costa septentrional d'Amèrica del Sud.
Pot arribar a fer 33 cm de llargària (normalment, en fa 25). És un peix marí, demersal i de clima subtropical (42°N-18°N, 98°W-71°E) que viu entre 5 i 66 m de fondària (normalment, entre 5 i 16) en fons sorrencs (com ara, platges) o fangosos.
És inofensiu per als humans.